# Léonie d'Aunet
Léonie d’Aunet, gift Léonie Biard, född 1820, död 1879, var en fransk författare, journalist och dramatiker. Hon var under några år gift med konstnären François-Auguste Biard och hade ett långt utomäktenskapligt förhållande med författaren Victor Hugo.

## Till Spetsbergen och Lappland
Nitton år gammal följde Léonie d’Aunet med den franska Rechercheexpeditionen till Spetsbergen 1839. Det gick så till, enligt henne själv, att expeditionsledaren Joseph Paul Gaimard i samband med en bjudning i hennes hem bad henne övertala sin fästman François-Auguste Biard att följa med på expeditionen som konstnär. Hon lovade att göra detta, men på villkor att även hon fick följa med. Detta lät sig egentligen inte göras, eftersom expeditionsfartyget La Recherche tillhörde den franska staten och kvinnor inte var tillåtna ombord på statens fartyg. Man kom överens om att Léonie d’Aunet och Biard inte skulle stiga ombord förrän i Hammerfest och att d’Aunet dessutom skulle bära manskläder, allt för att inte skapa onödig oro ombord.

### I Hammerfest
Efter en lång resa till lands och till sjöss genom Nederländerna, Tyskland, Danmark, Sverige och Norge nådde d’Aunet, Biard och deras norsktalande betjänt François fram till Hammerfest i slutet av juni 1839. La Recherche hade ännu inte anlänt, varför sällskapet fick tid att utforska staden och dess omgivningar. Bland annat gjorde man en tur till affärsmannen Ulich i Havøysund för att överräcka en byst i brons av den franske kungen Ludvig Filip. Bysten var en gåva från kungen själv – ett tack för den gästfrihet han upplevt när han 1795, på flykt undan franska revolutionen, tillbringat någon tid i trakten.

### Till Spetsbergen

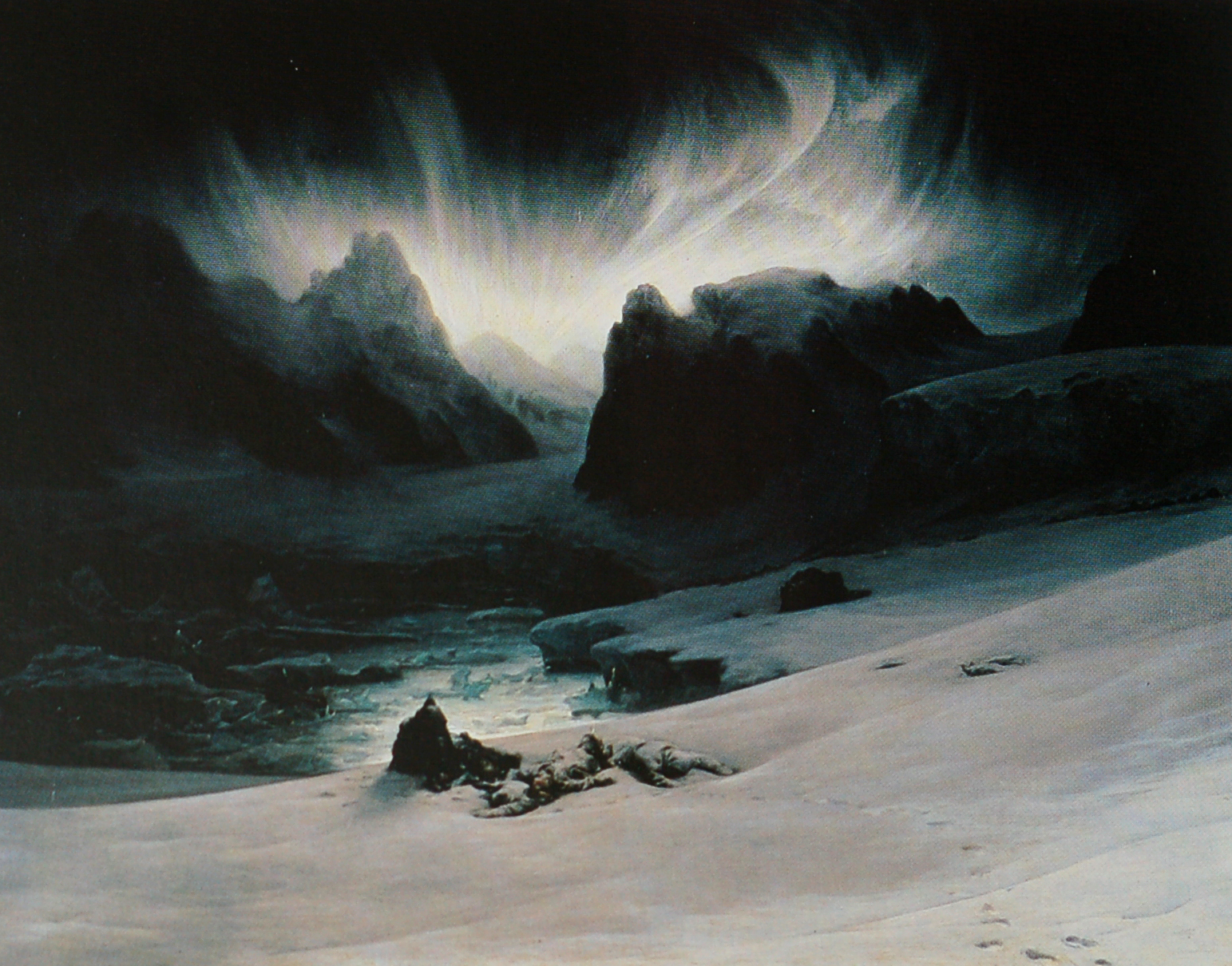
Magdalenefjorden, avbildad av François-Auguste Biard.

Den 17 juli avreste Léonie d’Aunet och hennes sällskap mot Spetsbergen ombord på fartyget La Recherche. Efter att ha passerat Björnön nåddes den 31 juli resans mål, Magdalenefjorden i den nordvästligaste delen av Spetsbergen. Fartyget låg där till den 14 augusti, medan expeditionens vetenskapsmän utförde diverse undersökningar. Därefter återvände man till Hammerfest.

### Över Finnmarksvidda
I Hammerfest lämnade Léonie d’Aunet, François-Auguste Biard och betjänten François expeditionen för att landvägen ta sig hem till Frankrike. Med båt reste det lilla sällskapet österut till Kåfjord för att därifrån korsa Finnmarksvidda. Sex hästar hade beställts för att bära de tre ryttarna och deras bagage. Till sin hjälp hade de en samisk vägvisare kallad Abo, tre hästförare, en finsk tolk samt två unga män från Finnmark som passade på tillfället att få sällskap över fjället.
Avfärden skedde den 30 augusti. Finnmarksvidda brukade vanligtvis korsas på snöföre, men nu rådde barmarksförhållanden med allt vad det innebar av gungande myrmarker och svårvadade vattendrag. Dessutom regnade det en stor del av tiden och snöade ibland. Léonie d’Aunet skulle senare skildra överfärden som en blöt och kall helvetesvandring. I Kautokeino fick man vila ut någon dag i kyrkoherdens bostad, som för tillfället stod tom. Efter närmare två veckors vedermödor kom sällskapet fram till Karesuando i nordligaste Sverige och tog in hos kyrkoherden Lars Levi Læstadius. Léonie d’Aunet blev djupt besviken över mottagandet: Læstadius anvisade dem ett rum och ägnade dem därefter inget intresse. De fick ligga på hackad halm och bespisades med kornbröd, en fisk från älven samt rovor. Till råga på allt hade Læstadius fräckheten att ta rejält betalt för gästfriheten.
Så snart som möjligt fortsatte sällskapet sitt resa, nu i båt, först på Muonioälven, därefter Torne älv. Från Haparanda gick färden landvägen mot söder.

### En tidig reseskildring
Léonie d’Aunet har skildrat sin långa resa i boken Voyage d'une femme au Spitzberg (En kvinnas resa till Spetsbergen). Den publicerades 1852 i den litterära tidskriften Revue de Paris och gavs ut i bokform 1854. Fram till 1885 trycktes den i sammanlagt tio upplagor, för att därefter falla i glömska. På senare år har d’Aunets bok uppmärksammats som en tidig skildring från Spetsbergen, Nordnorge och Lappland, kanske den första från detta område som skrivits av en kvinna. Den innehåller en hel del intressanta observationer av miljöer och människor, men också mycket nedsättande omdömen av samerna, som i allmänhet beskrivs som fula och obildade.
Boken gavs ut på norska 1968. Den del som rör resan mellan Hammerfest och Haparanda/Torneå publicerades på finska 1977.
Förutom En kvinnas resa till Spetsbergen skrev Léonie d’Aunet modekrönikor i parisiska tidskrifter, dramat Jean Osborne och några romaner.

## Förhållandet med Victor Hugo
Efter hemkomsten till Frankrike gifte sig Léonie d’Aunet 1840 med François-Auguste Biard och födde en dotter. Hon kom in i kretsen kring Madame Fortunée Hamelin, väninna till Joséphine de Bonaparte och Thérésa Tallien. Troligen var det genom någon av dem som hon träffade författaren Victor Hugo 1843. Léonie d’Aunet begärde skilsmässa för att kunna gifta sig med Hugo, men innan detta gått igenom togs d’Aunet och Hugo på bar gärning med äktenskapsbrott i ett hotellrum. Léonie d’Aunet bestraffades med två månaders fängelse, medan Victor Hugo åberopade sin immunitet som fransk parlamentariker. Efter att makarna Biards skilsmässa gått igenom fortsatte förhållandet tills Hugo tvingades gå i landsflykt 1852. Kontakten upprätthölls dock genom brev. Léonie d’Aunet blev god vän med Victor Hugos hustru Adèle, som hjälpte henne att få reseskildringen publicerad.